# 英國侵藏戰爭
英國入侵西藏（另稱英藏戰爭）發生於1903年12月—1904年9月，清代光緒年間英屬印度陸軍由錫金入侵西藏的戰爭。英國的直接目的是建立英屬印度与西藏之間的貿易與政治聯繫，戰略目的是防止俄国勢力進入西藏，威脅英屬印度。光緒十四年（1888年），由於英占錫金與西藏的邊界糾紛，爆發隆吐山战役，英軍擊潰駐守爭議領土隆吐山的藏軍，佔領入藏的交通要道春丕河谷等地。戰後，清廷派駐藏大臣赴印度與英國簽訂了《中英藏印條約》和《中英藏印續約》，承認錫金為英國的保護國。
由於西藏噶廈政府並未參與談判，因此拒絕依條約開放與印度的貿易，抵制畫界。1903年12月，英國外交使團在榮赫鵬率領下由錫金進入西藏要求談判邊界與通商問題被拒，返回印度後英軍增兵，於次年（1904年）攻陷拉薩，英國武裝力量造成約數千人死傷，是為「英國侵藏戰爭」。榮赫鵬與噶倫等官員簽訂《拉薩條約》，清廷駐藏大臣則拒絕簽署。英軍撤兵後，1906年，清廷派出代表與英國簽訂《中英續訂藏印條約》，英國承諾不侵佔西藏，清廷則保證不准其他國家干涉西藏地區。
中國認為英國侵藏戰爭共有兩次：「隆吐山战役」是第一次英國侵藏戰爭，「榮赫鵬遠征西藏」是第二次英國侵藏戰爭；藏人將「榮赫鵬遠征西藏」稱為「木龍年戰爭」（藏語：ཤིང་འབྲུག་དམག），夏格巴·旺秋德丹所著《藏區政治史》稱為「榮赫鵬武裝使團」而不稱為「侵略」:663；英國將隆吐山战役稱為「遠征錫金」（英語：Sikkim Expedition），英國侵藏戰爭英國稱之為「榮赫鵬遠征西藏」（英語：Younghusband expedition to Tibet），英文史料中「英侵藏」通常指「榮赫鵬遠征西藏」而不包括隆吐山戰役。

## 背景
《中英藏印條約》與《中英藏印续约》規定開放亞東為商埠，五年内藏印贸易互免关税，但是西藏政府並沒有參與條約的談判，在西藏的反对與阻撓下，這些条款未能实施。1895年亲政的第十三世達賴喇嘛反对英国勢力進入西藏。此時俄罗斯帝国又正和英國在中亞進行爭奪勢力範圍的大博弈，西藏當然也是目標之一。在俄國拉拢下，十三世达赖逐步产生联合俄国对抗英国之想法。英印政府因此決定採取行動防止俄國勢力進入西藏，保護印度北方邊境不受威脅。

## 英國使團入藏
1903年7月18日，西藏邊境委員會在榮赫鵬率領下從錫金越界進入西藏，在離邊界20英里的崗巴宗與清廷駐藏幫辦何光燮知府、代表十三世达赖的堪仲（秘书长）策墨林·阿旺羅桑丹貝堅贊、代本擦绒·旺秋杰布（其父曾負責《中英藏印條約》劃界）會面，榮赫鵬指責藏方沒有遵守《中英藏印條約》與《中英藏印續約》，要求談判邊界與通商問題，但是藏方要求使團先退回錫金才談判。:222-2238月21日，班禪喇嘛駐錫的扎什倫布寺方丈到訪，同樣要求使團先退回錫金才談判。:224由於藏方拒絕談判，榮赫鵬外交使團在崗巴宗待了五個月無功而返。駐藏大臣裕鋼建議達賴喇嘛派出高級官員到邊界與榮赫鵬談判，但是被拒絕，清廷令裕鋼親赴崗巴宗談判，藏方也拒絕提供烏拉差役，所以他也無法前去，導致了後來英軍遠征拉薩。

## 榮赫鵬遠征西藏

### 英軍越境要求談判

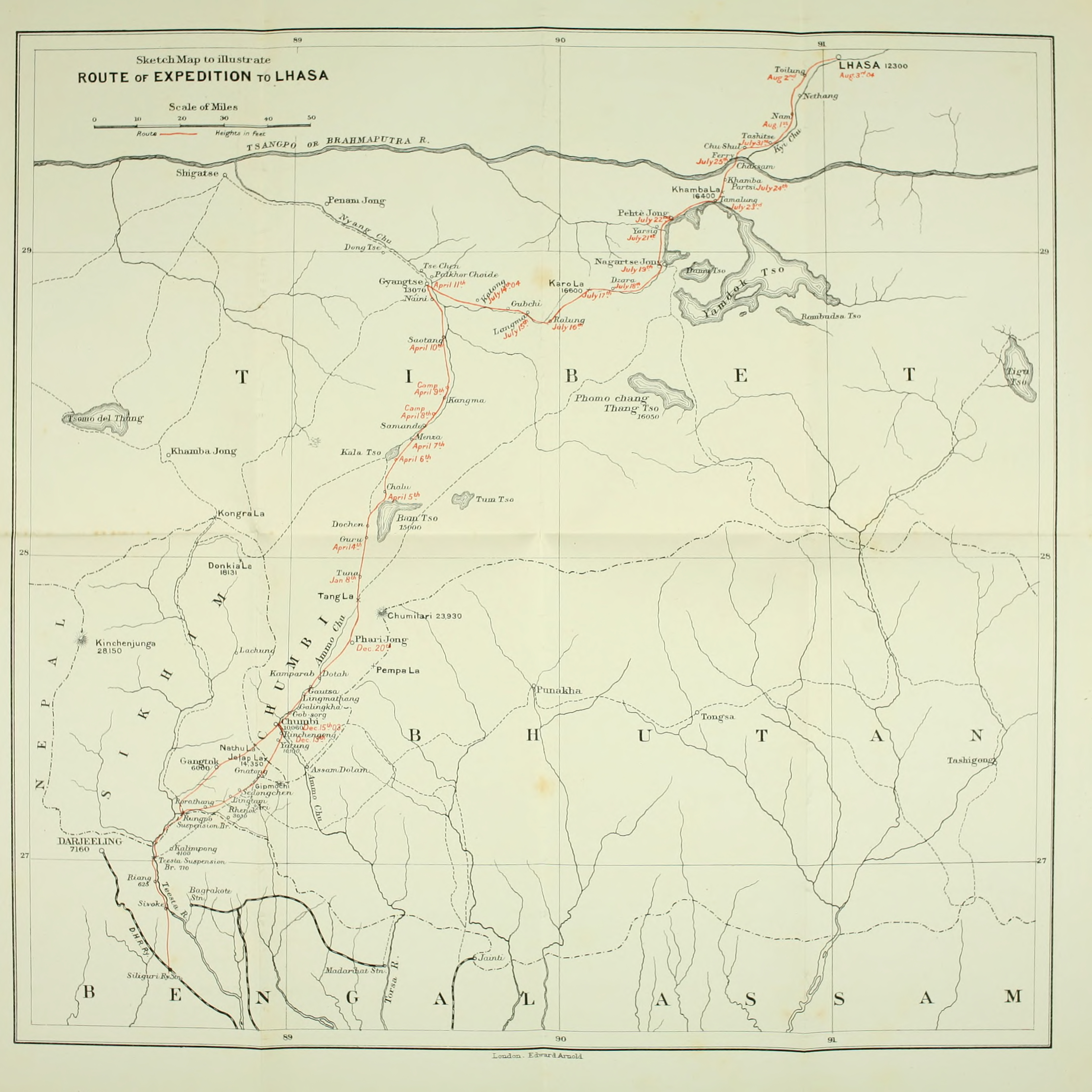
榮赫鵬進軍路線圖

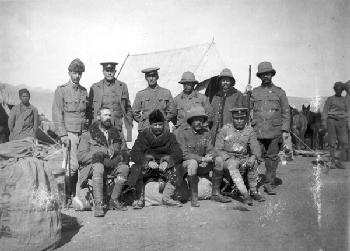
榮赫鵬與隨員於1904年1月在帕里宗合影

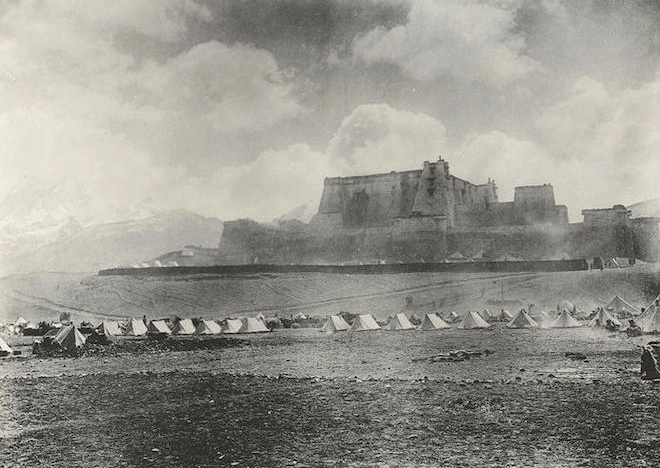
英軍在帕里宗城堡下扎營

1903年10月（光緒二十九年），為阻止俄國對西藏的滲透，英國決定武裝入侵迫使西藏談判。英国向隆吐山以北地区调集3,000人的兵力，在皇家工兵詹姆斯·麥克唐納准将和升任上校的榮赫鵬率領下，向北进發。1903年12月12日，荣赫鹏率领一支装备精良的英军先头小分队從则里拉山口越境入藏，22日抵達帕里宗，榮赫鵬向帕里宗本交涉，表示希望雙方不要採取敵對行動，但是麥克唐納認為帕里宗是軍事要隘，在他堅持下英軍和平佔領帕里宗。1904年1月4日，三名藏方官員離開帕里宗。
1904年1月4日，英军占领堆纳。西藏噶厦随即派藏军代本拉丁、朗色林二人率领1,000多名藏军，赶到堆纳至多庆一线展开布防，并且动员和调集了藏军其余各部及大量民兵赴前线。

### 曲美辛古屠杀
- 對峙示意圖
- 英軍騎馬步兵
- 英方与藏軍戰前最後谈判
- 英軍把山坡上的藏軍趕到平地上。
- 從石堆堡壘（英语：Sangar (fortification)）後撤的藏軍被繳械
- 英軍醫院中受傷的藏軍

1904年3月，麦克唐纳与荣赫鹏率1000多人准备进攻嘎吾一带。錫金王國卻嘉（國王）圖多南嘉與藏军前线指挥官拉丁代本是親戚，他建議拉丁與英國只能和平談判，因爲藏軍若動武，是雞蛋碰石頭。:671中國說法是英军获悉在堆纳、多庆间的曲美辛古以北纵深区域有藏军和民兵防守，故英军未敢进攻，而是提出举行谈判。
1904年3月31日，藏军指挥官拉丁代本、朗色林代本前往英軍与荣赫鹏等人谈判失敗之後，英軍將山坡上防守石堆堡壘的藏軍趕到平地，從三方面包圍了藏軍，在將藏軍繳械時雙方發生衝突。仅仅数分钟内，英军即射杀藏军400余人，代本拉丁、朗色林等人也被杀，被杀者的鲜血染红了曲美辛古泉水。这被稱為“曲美辛古大屠杀”。英军趁机攻占古鲁。西藏政府紀錄是523名藏军在曲美辛古阵亡，300多人受傷。:674也有說600-700名藏军在曲美辛古阵亡，168人受傷。
對於衝突的過程有不同的說法。來自曲水的藏軍定本Tseten Wangchuk說谈判時英軍開槍，他當場裝死，晚上逃回多慶錯，遇到英軍放回來的五十名戰俘，英軍治療了受傷戰俘，發給每個戰俘五盧比與一包香菸。:673–674清朝駐藏大臣有泰在給榮赫鵬的信中，表示拉丁代本不聽他的話，在曲美辛古先動武，錯在藏軍，並感謝榮赫鵬寬宏大量的釋放了「愚蠢無知」的藏軍戰俘。中共官方的說法是英军秘密包围了藏军。荣赫鹏等人与拉丁、朗色林见面后称：“既然要议和，为表示诚意，我们先将子弹退出枪膛，也要求你们下令将火枪的点火绳熄灭！”荣赫鹏命令英军士兵将步枪退出一发子弹，但实际上士兵们随即推动枪栓将另一发子弹放入枪膛。藏军当时并不了解步枪的构造，误以为英军枪膛内已没有子弹，便按协议将火绳枪的点火绳全部熄灭。英方随后命令英军开火，而待命的藏军却无法打响火绳枪。英军从而使用枪炮对实际上没有武器可用的藏军展开大屠杀。歷史學家Charles Allen認為沒有證據支持西藏方面英軍使詐的說法，藏军傷亡慘重是因為武器落後。

### 江孜保衛戰
英军攻占曲美辛古后，继续向北进攻。1904年4月11日，英军逼进江孜。英军抵达江孜不足1个月，藏军1万多人便聚集至江孜、日喀则及拉萨至江孜的大道上，准备展开江孜保卫战。

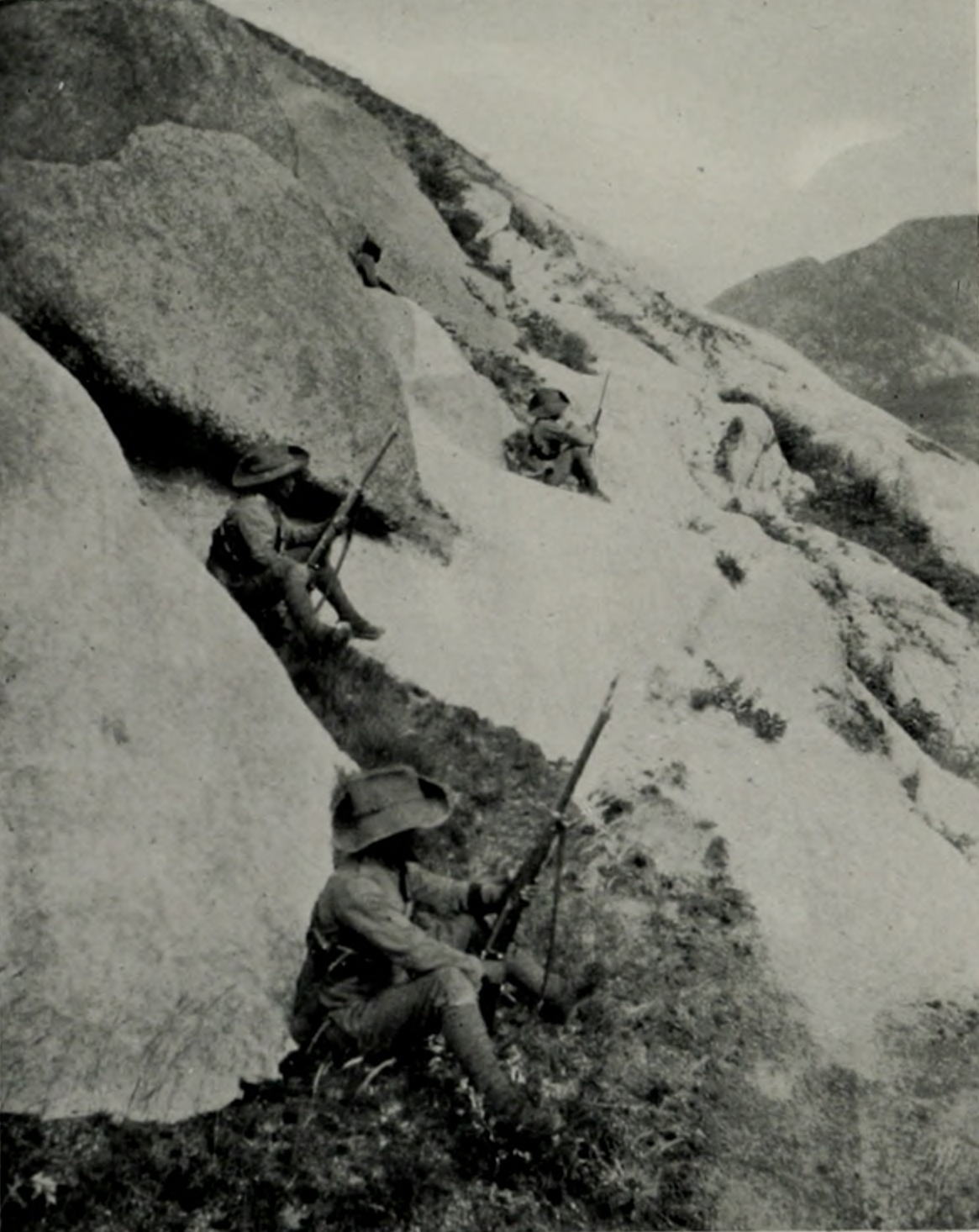
廓爾喀士兵攀登海拔5,400公尺的卡若拉

1904年5月初，英軍300多人襲擊江孜通向浪卡子的必經之路卡若拉的藏軍陣地，留下170餘名英軍駐紮江孜。1904年5月3日，千余名藏军夜袭江洛林卡，英軍哨兵在藏軍攻擊前鳴槍示警，驚醒英軍發生激戰，英军紀錄是英军二死五傷，藏軍遺屍140具。中國大陸聲稱将驻扎在此的英军几乎全歼，荣赫鹏险些丧生。因英军攻下卡若拉後赶回，英军重新稳住阵脚。5月26日，英军增援部队自亚东赶到江孜，完全佔領帕拉村。
此时，西藏噶厦陆续调集藏军、僧兵、民兵共约16000人，增兵江孜方向。藏军总指挥噶伦宇妥·彭措班丹率一部兵力驻扎尼木之亚德；以藏军一部布防日喀则、仁布一线，以藏军一部布防浪卡子一带，作为第二道防线；以藏军代本敏林巴等人率民兵一部经浪卡子、热隆出康马，袭扰英军的后勤供应线。
1904年6月，藏军代本敏林巴率工布等地的民兵，进占江孜、少岗间的乃宁寺，威胁英军后勤补给线。工布民兵在康马、少岗之间设伏，歼灭二、三十名英军。1904年6月13日，麦克唐纳与荣赫鹏率援军增援江孜，在6月25日抵达康马宗的乃宁寺。乃宁寺处在江孜以南20公里处，为英军运输线的重要据点。为了截断英军补给，藏军在乃宁寺四周修筑了防御工事。英军分别从少岗和江洛两个地方出动，南、北夹击乃宁寺。英军用炮火轰破乃宁寺围墙、冲入寺内之后，民兵与英军展开肉搏。此役英軍2人陣亡，13人受傷。藏軍傷亡約兩百人。中國大陸聲稱工布地区民兵首领阿达尼玛扎巴兄弟二人及康区民兵多朵布等人，用刀劈死英国军官则娜·色赫（旧译“杂尼萨海”），共歼敌120余名。阿达尼玛扎巴兄弟、多朵布及众多民兵阵亡。英军攻占乃宁寺之后，洗劫了寺内文物，纵火焚毁该寺。随后，英军攻占江孜西北的紫金寺，切断江孜与日喀则之间的联系。
英军攻占紫金寺之后，从东方、南方、西北方三面包围江孜。这时，十三世达赖派员至江孜同荣赫鹏会谈。荣赫鹏限藏军在7月5日撤出江孜，但遭到断然拒绝，英军遂在7月5日正午发动对江孜的总攻。

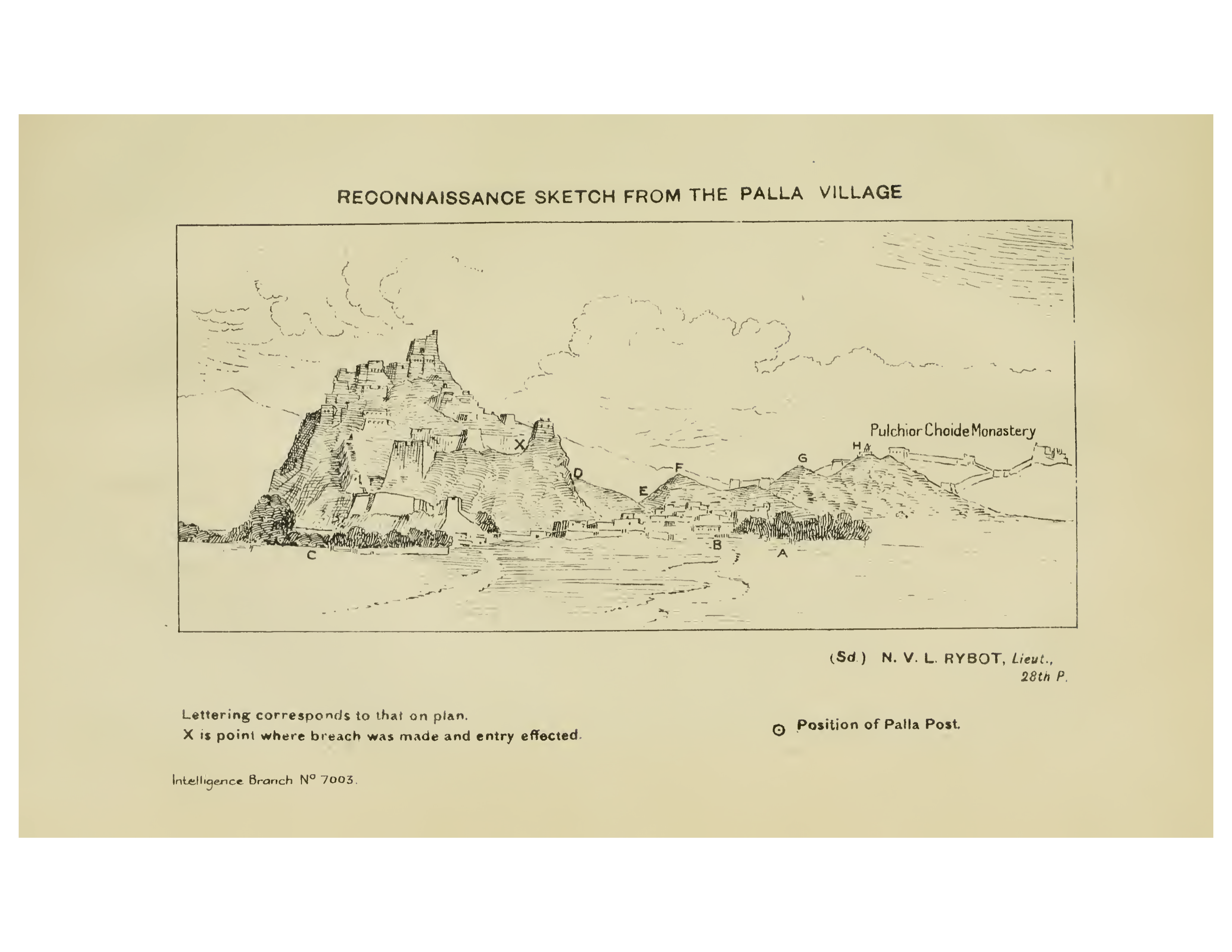
江孜宗山城堡勘測草圖。圖右標示白居寺

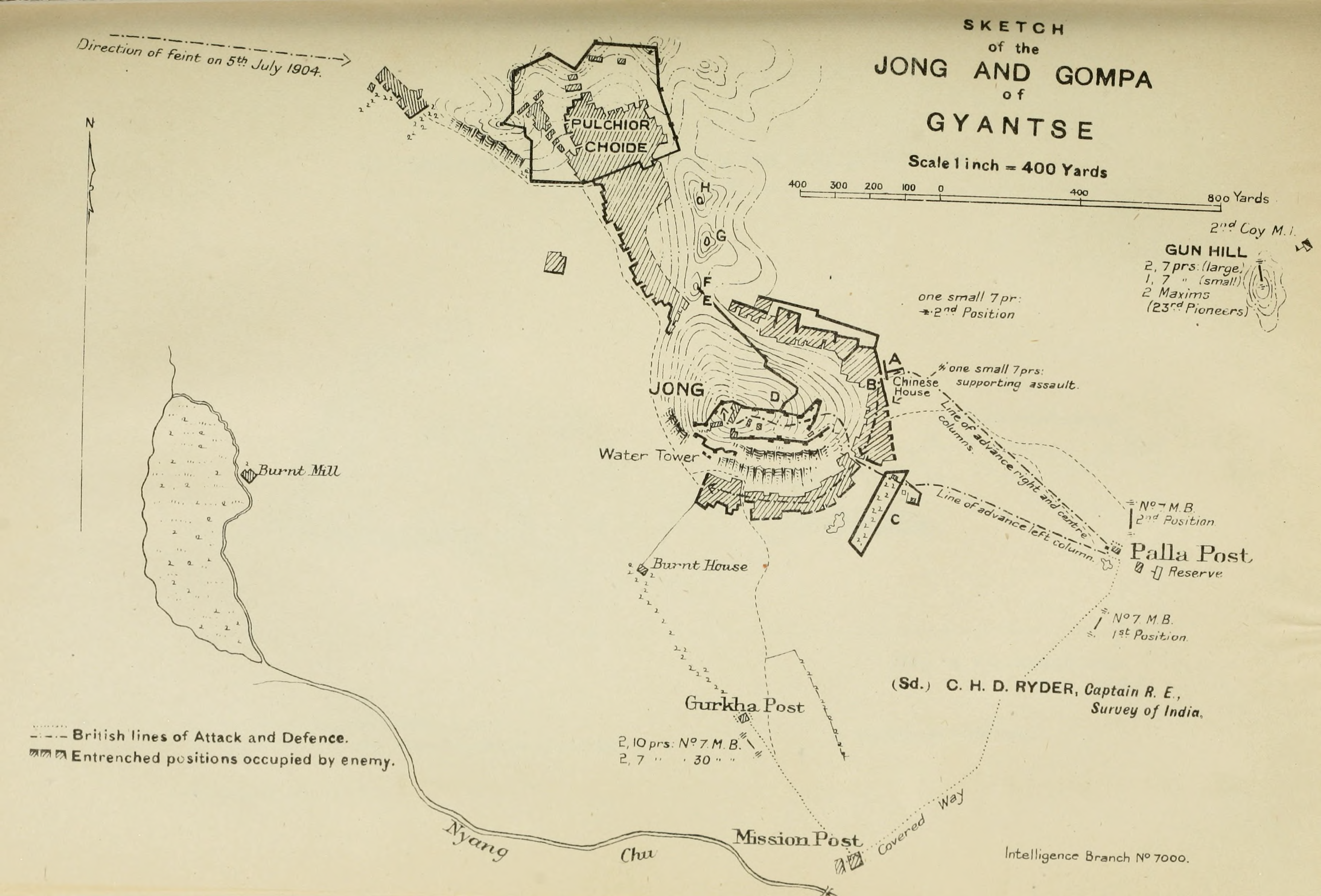
江孜宗山城堡攻防戰平面圖

1904年7月5日到7月6日，英军步兵在炮兵支援下7次进攻江孜宗山，但均被藏军击退。坚守江孜宗山的近5000名藏族军民用土火枪、大刀、弓箭、抛石器与使用枪炮的英军作战。经3天抵抗，守卫江孜的藏军已到了弹尽粮绝的境地。7月7日，英军占领江孜宗山，西藏军民只有少部分人突围，其他人冲入英军之中展开肉搏战，坚持抗击到最后的数百名藏军全部跳崖身亡。英軍此役二十人陣亡，二十三人受傷。英军攻占江孜宗山后，又攻占白居寺，随即占领整个江孜。1904年4月到7月，江孜保卫战持续约100天，是近代西藏抗击外国侵略历史上规模最大的战斗。
1904年7月14日，麦克唐纳率英军自江孜启程，开入拉萨。8月3日，英军占领拉萨。十三世達賴出走，經青海前往外蒙古土謝圖汗部庫倫（今蒙古國烏蘭巴托）。

### 簽訂拉薩條約

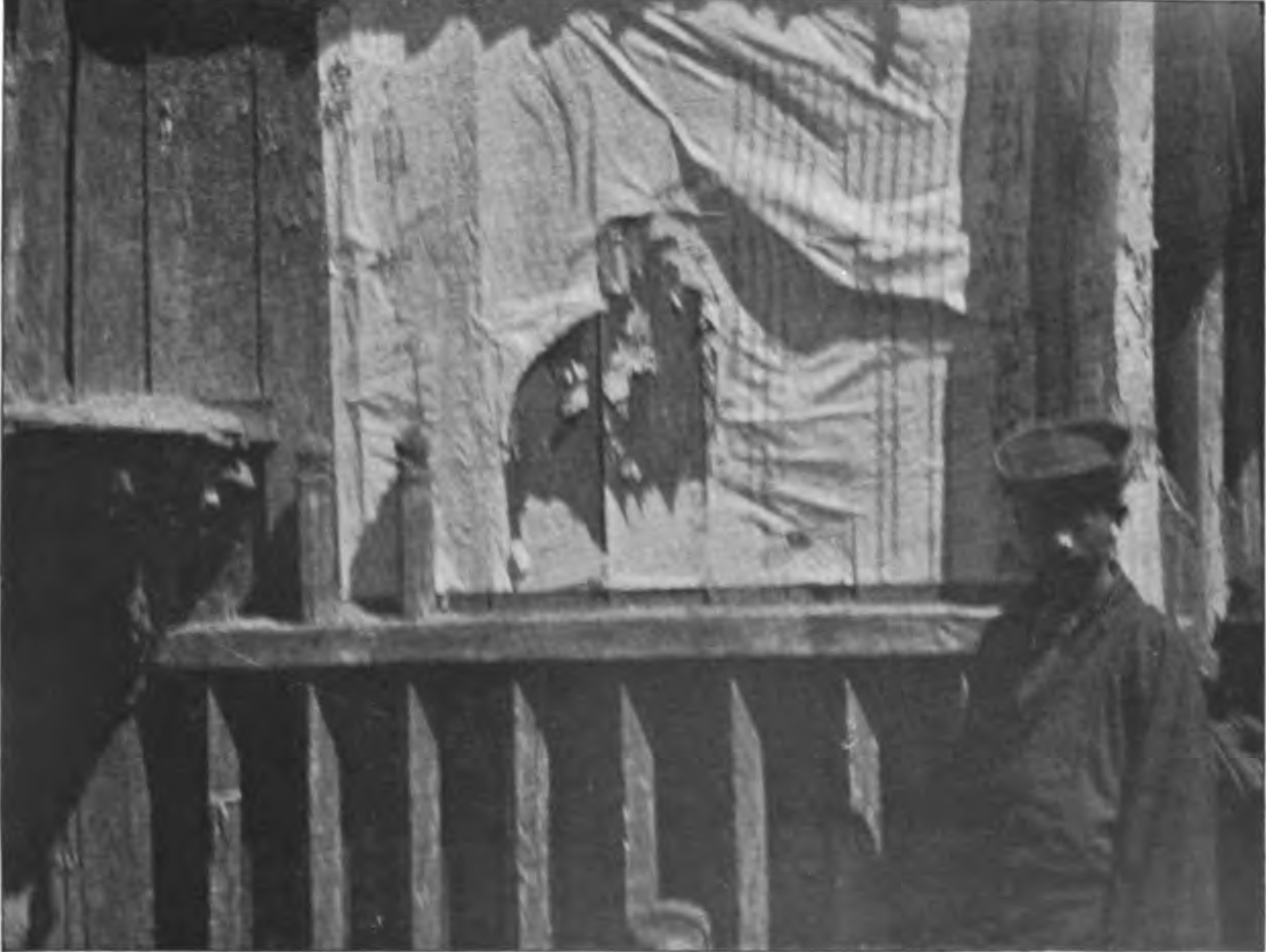
光緒帝剝奪達賴喇嘛封號的公告迅速被藏民扯破

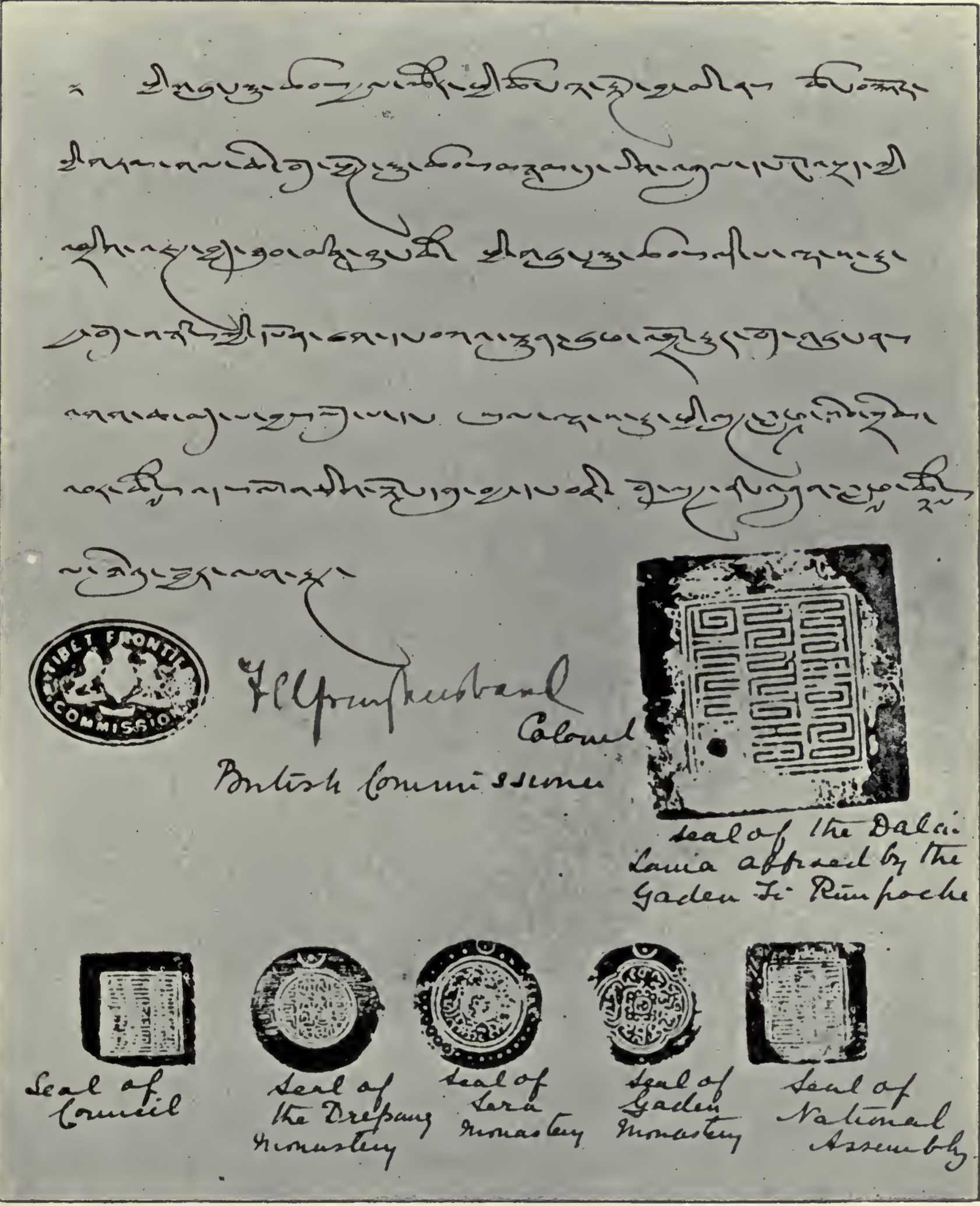
《拉薩條約》上英藏雙方印章

英軍佔領拉薩後，榮赫鵬以其在江孜所擬的條款為大綱，提出九條和約草案，遞交給有泰。有泰則將其轉交噶廈辦理。1904年8月11日，噶廈轉遞答覆，稱應由西藏向英國支付戰爭賠款，且只同意增開仁青崗一處商埠。此時已值秋季，西藏嚴酷的自然條件和氣候已不允許給養斷絕的英軍長期停留，英印政府確定於9月中旬撤軍。榮赫鵬通過有泰向噶廈施壓，聲稱倘若英人再次採取武力行動，則所提條件當更加苛刻。9月1日，有泰召集噶廈官員與榮赫鵬會談，榮赫鵬在會上宣讀事先擬好的條約文本，限令西藏方面在一個星期內簽署，並不得改動；如拖延一日，每日增加賠款5萬盧比。在榮赫鵬和有泰雙重壓力下，噶廈同意簽署條約，並提出將賠款期限由三年改為75年，每年支付10萬盧比。
1904年9月7日，噶廈、三大寺代表在布達拉宮與榮赫鵬簽署條約，史稱《拉薩條約》。榮赫鵬代表英國簽字，噶倫、甘丹寺、哲蚌寺、色拉寺住持和民眾大會首領代表西藏畫押、鈐印。甘丹赤巴羅桑嘉措在條約文本上鈐蓋了逹賴喇嘛之印。由于清廷多次電令不得批准该條約，駐藏大臣有泰沒有簽字。條約要點為：
- 在亞東之外，增開江孜、噶大克（在今噶爾縣）為商埠。
- 英國、西藏各派員於商埠居住；若英國欲齎送公文信函與藏官或駐藏華官，均須由在商埠居住之藏員接收轉送。
- 西藏向英國賠償軍費等計50萬鎊，合750萬銀盧比；自西曆1906年起每年繳納10萬盧比，分75年償清。
- 英國在春丕駐兵，直至賠款償清或商埠開通滿三年的最晚之日為止。
- 西藏允諾將自印度邊界至拉薩的炮臺、山寨一律削平，武備全行撤去。
- 除非先經英國同意，西藏土地不准出賣、轉讓、租賃給任何外國；西藏事務不准外國干涉；外國不得派員或代理人進入西藏；西藏鐵路、道路、電線、礦產及其他利權，均不許外國及其國民享受，否則英國政府將享受與之相抵或相同之利權；西藏的財政收入、貨物、金銀錢幣皆不許給與外國抵押撥兌。[25]

### 善後
《拉薩條約》簽訂後，英軍於1904年9月23日撤離拉薩。11月11日，印度總督批准《拉薩條約》，但對條約內容進行了修改：
- 賠款數額減為250萬盧比；
- 英軍對春丕河谷的佔領期限改為初繳三年三期賠款之後；
- 去掉英國派駐江孜的官員有權進入拉薩的附款。

清廷對此做出回應，提出由清廷一次性償付戰爭賠款，以示清廷對西藏的主權；並派員與英國重新議約。

### 中英續訂藏印條約
1905年1月，清廷任命外務部侍郎唐紹儀為全權代表，率參贊張蔭棠、梁士詒及稅司韓德森、翻譯陳鑾赴印度議約。2月，唐紹儀抵達加爾各答，與英屬印度政府外事秘書費禮夏會談。唐紹儀要求英國承認中國對西藏的主權，而英國則聲稱中國對西藏只有宗主權。談判陷入僵局，唐紹儀遂離開印度返北京。9月，張蔭棠接替唐紹儀為全權代表，會談仍無進展。1906年4月（光緒三十二年三月），中英談判在北京繼續進行，英國全權代表為英國駐華公使薩道義（E. M. Satow）。因擔心俄國乘機向西藏滲透，英國做出妥協。4月27日（夏曆四月四日），唐紹儀與薩道義簽署《中英續訂藏印條約》（又稱《北京條約》）六款。條約要點為：
- 《拉薩條約》及其更訂文據作為本條約的附約，“彼此允認，切實遵守”；
- 英國政府允諾不侵佔藏境且不幹涉西藏一切政治，中國政府亦不准許其他國家侵佔西藏或干涉藏事；
- 《拉薩條約》第九款第四節所聲明之各項權利為中國獨享，其他國家及其國民不得享受；惟英國在與中國商定後，有權在各商埠鋪設連接到印度的電報線路；
- 1890年及1893年中、英簽訂有關西藏條約各款，如與本約及附約無違者，“概應確實施行”。

## 影響
英國解決了與西藏的貿易與邊界問題，戰前英属印度與西藏的貿易主要是經過尼泊爾的加德滿都谷地，戰後春丕河谷成為藏印貿易的主要路線。英國在與俄羅斯帝國爭奪中亞控制的大博弈中，遏止了俄國向西藏擴張勢力。1907年簽訂的《英俄條約》規定保持西藏領土完整，英俄雙方不能吞併西藏，英俄之間的大博弈告一段落。
對於英国势力在西藏的扩张，清政府迅速采取一系列措施以鞏固其弱化的統治，为西藏的現代化打下基础，但也影响了西藏噶厦同清政府之间的关系。西藏噶廈開始試圖與英國或俄國等勢力結盟，以抵抗清帝國在此地的直接干預。
英属印度政府委託榮赫鵬使團的藏學家勞倫斯·沃德爾用一萬盧比來購買西藏文物，掠奪與購買所得的兩千餘件文物稱為「榮赫鵬遠征收藏」，大英博物館、牛津大學博德利圖書館、劍橋大學圖書館等機構爭相收藏。

## 戰役勳章
英印政府對於參與榮赫鵬遠征的人員授與西藏勳章：作戰人員授與銀質勳章，後勤人員授與銅質勳章，獎章背面的山上是布達拉宮，下書TIBET 1903-4。參加江孜宗山戰役的另加戰役勳扣。

## 遺址及纪念地
- 西藏自治区江孜县

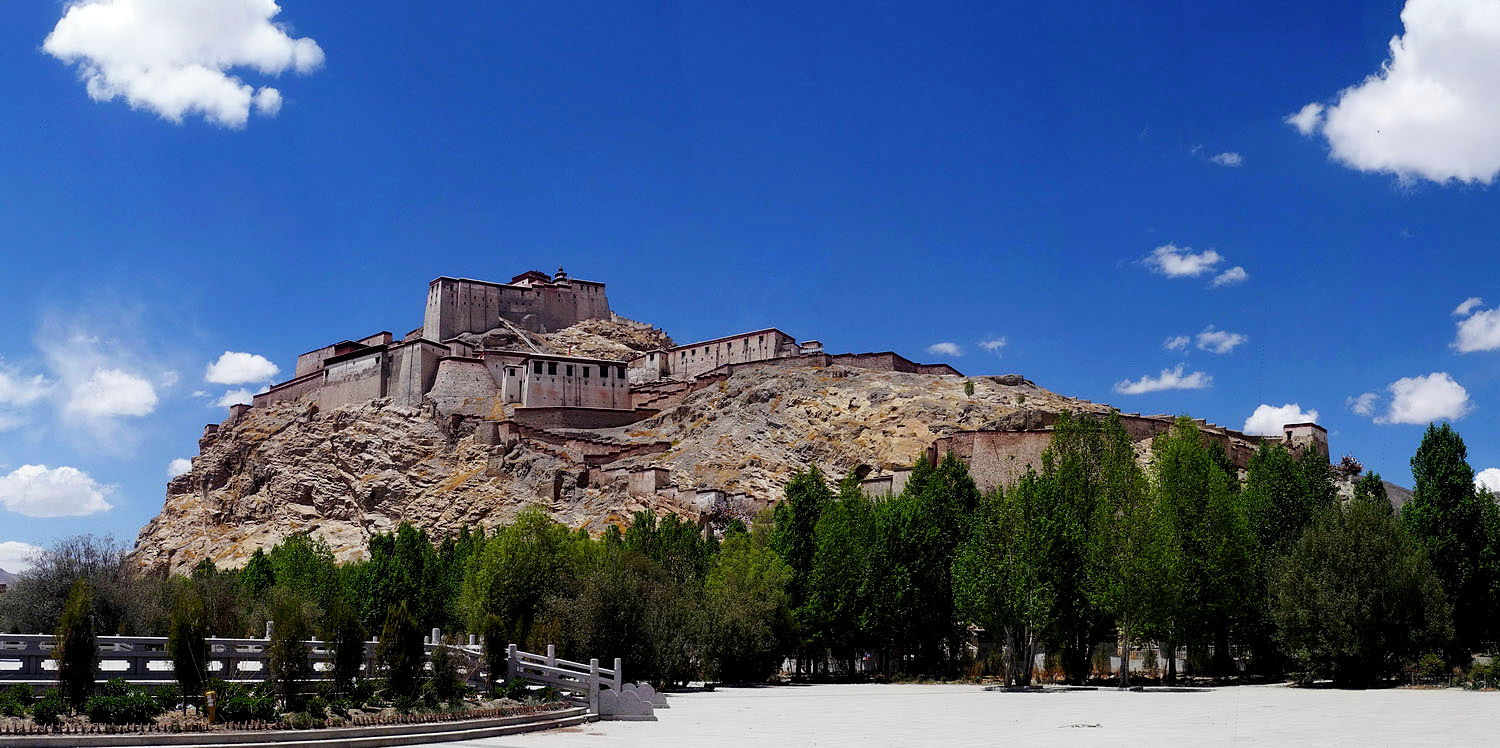
江孜宗山.

  - 江孜宗山抗英遗址：是原江孜宗宗署，也是榮赫鵬遠征的重要战场，1961年被中华人民共和国国务院公布为第一批全国重点文物保护单位。
  - 江孜宗山英雄纪念碑及英雄广场：位于江孜宗山抗英遗址前，纪念在江孜宗山陣亡的抗英軍民。
- 曲美辛古纪念碑：位于西藏自治区亚东县堆纳乡曲美辛古，2004年揭幕，纪念曲美辛古陣亡的藏軍。
- 乃宁寺大血战英烈纪念碑：位于西藏自治区康马县南尼乡乃宁寺，2004年由西藏自治区人民政府立。

## 相关文艺作品
- 红河（1996年），以这次战争为故事背景的中国电影。

## 引用文獻
1. 1 2 3 4  Harold E. Raugh. . ABC-CLIO. 2004年: 第321–322,152頁. ISBN 978-1-57607-925-6.（英文）
2. ↑  Paget, William Henry. Frontier and overseas expeditions from India （页面存档备份，存于）. 1907年: 第102頁.（英文）
3. ↑  王家伟; 尼玛坚赞. . 五洲传播出版社. 1997年: 78-79頁. ISBN 978-7-80113-303-8.
4. 1 2 3 4  Tsepon Wangchuk Deden Shakabpa. . BRILL. 2009年10月. ISBN 90-04-17732-9.
5. 1 2 3 4 5 6 7 8 9 10 11  . 环球时报. 2005年3月8日  [2024年8月17日]. （原始内容存档于2024年10月1日） –央视国际.
6. 1 2  Patrick French. . Knopf Doubleday Publishing Group. 2016-06-21. ISBN 978-1-101-97335-6.（英文）
7. ↑  這是國民政府在西姆拉會議時對藏方代表的開場白之一。見Melvyn C. Goldstein; Gelek Rimpoche. . University of California Press. 1989年: 72頁. ISBN 978-0-520-06140-8. 英國對西藏的外交政策及賦予榮赫鵬使團的任務，見Hugh Richardson.  (PDF). London: Oxford University Press. 1962年: 82–85頁. ISBN 978-0-87773-292-1. 黎吉生也指出，藏方拒絕為駐藏大臣提供烏拉差役，顯示當時清廷在西藏威望的低落。
8. ↑  佔堆, , 西藏自治區社會科學院, 2014年5月26日  [2017-10-31], （原始内容存档于2017年11月7日）
9. 1 2  . United States Infantry Association. 1905年: 第90頁.
10. ↑  Peter Fleming. . Tauris Parke Paperbacks. 2012-07-03: 第98頁. ISBN 978-1-84885-698-1.
11. ↑  Charles Allen. . Hodder & Stoughton. 2015-11-19: 第84頁. ISBN 978-1-4736-2754-3.
12. ↑  Claude Arpi. . Lancer Publishers. 2013年: 第15頁. ISBN 9781935501404.（英文）
13. ↑  Perceval Landon, special correspondent for the Times. . New York: Doubleday, Page & Co. 1905年2月: 第80–83頁  [2017-10-17]. ASIN B0030ZRKUA. （原始内容存档于2019-02-03）.（英文）
14. ↑  Candler, Edmund. . 1905年: 104-106頁  [2017-10-15]. （原始内容存档于2019-02-03）.（英文）
15. ↑  Great Britain. Foreign Office. . H.M. Stationery Office. 1904年: 第129頁.（英文）
16. ↑  王家伟; 尼玛坚赞. . 五洲传播出版社. 1997年: 第72頁  [2017-11-16]. ISBN 978-7-80113-303-8. （原始内容存档于2019-05-02）.
17. ↑  Charles Allen. . John Murray. 2004年: 第111–120頁. ISBN 978-0-7195-5429-2.
18. ↑  Candler, Edmund. . 1905年: 162-163頁  [2017-10-15]. （原始内容存档于2019-02-03）.（英文）
19. 1 2 3  . 中国网. （原始内容存档于2016-03-05）.
20. ↑  Paget, William Henry. . 1907年: 第95頁  [2017-09-18]. （原始内容存档于2019-02-03）.（英文）
21. ↑  Candler, Edmund. . 1905年: 194頁  [2017-10-15]. （原始内容存档于2019-02-03）.（英文）
22. ↑  . 人民日报. 2004年10月22日: 第七版. （原始内容存档于2016-03-04）.
23. ↑  
Laurence Austine Waddell. . Methuen. 1906年: 424.
24. ↑  《拉薩條約》漢文本、英文本
25. ↑  此為條約第九款。
26. ↑  《中英續訂藏印條約》漢文本、英文本
27. ↑  Wim van Spengen. . Routledge. 2000年: 第117頁  [2017-09-18]. ISBN 978-0-7103-0592-3. （原始内容存档于2019-05-02）.
28. ↑  Dr R. Charles Weller. .   [2017-09-18]. （原始内容存档于2017-11-13）.（英文）
29. ↑  Timothy Lloyd Myatt.  (PDF) (PhD in Tibetan and Himalayan Studies论文). Wolfson College, Oxford University: 220–221頁. 2011年  [2017-10-15]. （原始内容存档 (PDF)于2018-04-22）.（英文）
30. ↑  . National Museums, Scotland.   [2017-10-15]. （原始内容存档于2017-10-15）.（英文）
31. ↑  Peter Duckers. . Bloomsbury Publishing. 2011-10-20: 88–89頁  [2017-11-02]. ISBN 978-0-7478-1177-0. （原始内容存档于2019-05-02）.
32. ↑  Colin Narbeth. . James Clarke. 2002年: 74頁  [2017-11-02]. ISBN 978-0-7188-9009-4. （原始内容存档于2019-05-02）.
33. ↑  Charles Bell. . Motilal Banarsidass. 1992年: 68頁  [2017-11-02]. ISBN 978-81-208-1048-8. （原始内容存档于2019-05-02）.

### 第一手史料
1. . 维基文库. 1904 （英文）.
2. Great Britain. Foreign Office, India. . London: His Majesty's Stationery Office. 1904年.（英文）
3. Edmund Candler, special correspondent for The Daily Mail. . London: Edward Arnold. 1905年1月. ISBN 9789881909084.（英文）中譯本《拉萨真面目》
4. Perceval Landon, special correspondent for the Times. . New York: Doubleday, Page & Co. 1905年2月. ASIN B0030ZRKUA.（英文）
5. Laurence Austine Waddell. . New York: E. P. Dutton & Co. 1905年2月.（英文） 中譯本 華達爾. 陳泉譯. . 《中國藏學》. 2004年, 2: 22～29頁.
6. C. H. D. Ryder. . The Geographical Journal. 1905年2月,. Vol. 26 (No. 4): 369–391頁  [2017-10-17]. doi:10.2307/1776602. （原始内容存档于2020-03-12）.（英文）
7. Captain Cecil Godfrey Rawling. . London: Edward Arnold. 1905年11月.（英文）
8. Francis Edward Younghusband. . Asian Educational Services. 1910年. ISBN 978-81-206-0846-7.（英文） 中譯本榮赫鵬. . 孫煦初譯. 上海: 商務印書館. 1934年.
9. 政協西藏自治區委員會文史資料研究委員會 (编).  第七冊. 拉薩: 西藏人民出版社. 1985年. OCLC 957980642.

### 第二手來源
1. Intelligence Branch, Division of the Chief of the Staff, Army Headquarters, India (编). . . Vol. IV North and North-Eastern Frontier Tribes. Government Monotype Press, Simla. 1907年: 第87-99頁.（英文）
2. Parshotam Mehra. . Asia Publishing House. 1968年. ISBN 978-0210270288.（英文）
3. 《清史稿》，中華書局排印本
4. 北京大學歷史系等，1963年，《西藏地方歷史資料選輯》，北京：三聯書店
5. 譚其驤等，1974年，《中國歷史地圖集》，北京：中國地圖出版社，ISBN 9787503118449
6. 西藏研究編輯部編輯，1982年，《清實錄藏族史料》，拉薩：西藏人民出版社
7. 孫子和. . 臺灣商務印書館. 1989年: 1–24. ISBN 978-957-05-0007-3.
8. 費正清、劉廣京編，中国社会科学院历史研究编译所译，1993年，《剑桥中国晚清史》，北京：中国社会科学出版社，ISBN 7500407661
9. 恰白·次旦平措、諾章·吳堅、平措次仁，2000年，《西藏通史簡編》，北京：五洲傳播出版社
10. 陳慶英、高淑芬主編，2003年，《西藏通史》，鄭州：中州古籍出版社
11. 车明怀，《简析江孜抗英斗争前后历任驻藏大臣的心态 （页面存档备份，存于）》，載於《中國藏學》2004年第4期

## 延伸阅读
- (PDF), Geneva: International Commission of Jurists, 1959  [2021-06-05], （原始内容存档 (PDF)于2022-12-04）
- Allen, Charles, , John Murray Press, 2004, ISBN 0-7195-5427-6
  - Allen, Charles, , John Murray Press, 2015, ISBN 978-1-4736-2754-3
- Bell, Charles,  First, Oxford University Press, 1924
- Candler, Edmund (1905) The Unveiling of Lhasa. New York; London: Longmans, Green, & Co; E. Arnold
- Carrington, Michael (2003) "Officers, Gentlemen and Thieves: the looting of monasteries during the 1903/4 Younghusband Mission to Tibet", in: Modern Asian Studies; 37, 1 (2003), pp. 81–109
- Fleming, Peter, , R. Hart-Davis, 1961, ISBN 978-91-30-03829-9
- French, Patrick (1994) Younghusband: the Last Great Imperial Adventurer. London: HarperCollins. ISBN 0-00-637601-0.
- Herbert, Edwin (2003) Small Wars and Skirmishes, 1902-18: early twentieth-century colonial campaigns in Africa, Asia, and the Americas. Nottingham: Foundry Books. ISBN 1-901543-05-6.
- Hopkirk, Peter (1990) The Great Game: On Secret Service in High Asia. London: Murray (Reprinted by Kodansha International, New York, 1992 ISBN 1-56836-022-3; as: The Great Game: the struggle for empire in central Asia)
- Lamb, Alastair, , Roxford Books, 1989, ISBN 9780907129035
- McKay, Alex (1997). Tibet and the British Raj: The Frontier Cadre 1904–1947. London: Curzon. ISBN 0-7007-0627-5.
- McKay, Alex, , Routledge, 2003, ISBN 0-415-30844-5 –archive.org
- Mehra, Parshotam, , Macmillan, 1974, ISBN 9780333157374
- Mehra, Parshotam, , Oxford University Press, 1979, ISBN 978-0-19-561158-8
- Mehra, Parshotam, , Oxford University Press, 1980
- Mehra, Parshotam. . Indian Historical Review. 2016, 34 (1): 270–282. S2CID 141011277. doi:10.1177/037698360703400111.
- Powers, John; Holzinger, Lutz, , Oxford University Press, USA, 2004, ISBN 978-0-19-517426-7
- Stewart, Gordon T., , Cambridge University Press, 2009, ISBN 978-0-521-73568-1
- Chisholm, Hugh (编). .  12 (第11版). London: Cambridge University Press: 916–928. 1911.